# Blechnum rosenstockii
Blechnum rosenstockii är en kambräkenväxtart som beskrevs av Edwin Bingham Copeland. Blechnum rosenstockii ingår i släktet Blechnum och familjen Blechnaceae. Inga underarter finns listade.